# Асемблер
Асемблер (асемблерски језик) је програмски језик који машински језик, специфичне процесорске архитектуре, представља у људима читљивом облику. Из тога произилази да свака процесорска архитектура поседује свој асемблер.
Први асемблерски код у коме се језик користи за представљање инструкција машинског кода налази се у раду Катлин и Ендру Доналда Бута из 1947. Кодирање за А.Р.Ц.. Асемблерски код се конвертује у извршни машински код помоћу услужног програма који се назива асемблер. Термин „асемблер“ се генерално приписује Вилксу, Вилеру и Гилу у њиховој књизи „Припрема програма за електронски дигитални рачунар“ из 1951. године, који су, међутим, користили термин да значи „програм који саставља други програм који се састоји од неколико секција у један програм“. Процес конверзије се назива асемблер, као и састављање изворног кода. Рачунски корак када асемблер обрађује програм назива се асемблерско време. Пошто асемблер зависи од инструкција машинског кода, сваки асемблерски језик је специфичан за одређену архитектуру рачунара.
Програм у асемблеру се често означава и као асемблер код. Тај код се путем специјалног компајлера претвара у машински код који процесор може да директно изврши. Обрнути процес претварања машинског у асемблер код назива се дисасемблирање. При том процесу је спашавање свих пређашњих дијелова асемблер кода немогуће, пошто се они (нпр. коментари) при компилирању неповратно бришу. Због тога је дисасемблирани код тешко разумљив. Асемблер обично има једну изјаву по машинској инструкцији, али коментари и изјаве који су асемблерске директиве, макрои, и симболичке ознаке програма и меморијских локација се често подржавају.
Програми написани у асемблеру се одликују могућношћу слања директних команди процесору као и искоришћавању цијелог дијапазона рачунарске архитектуре. Пошто ти програми раде практично на нивоу машинског кода, и са собом немају помоћне конструкције, генерализације кода и за машину сличне небитне ствари, много су мањи и бржи од програма написаних у неком конвенционалном програмском језику. 
Неке од главних мана таквих програма су лоша читљивост, што је посебно изражено при великим пројектима и комплексности кода, као и практична немогућност конвертовања истог кода на другу процесорску архитектуру. Због тих мана се асемблер данас користи само у временски критичним програмима (брзина) као што су машински адаптери (енгл. driver) за графичке карте или у просторно критичним програмима (величина) у интегрисаним системима (енгл. Embedded Systems). Примери таквих система су микроконтролери. У контрасту са асемблером, већина програмских језика високог нивоа су генерално портабилни преко више архитектура, али захтевају интерпретирање или компајлирање. Асемблер се такође може назвати симболичким машинским кодом.
Данас се типично користити мале количине кода асемблерског језика у оквиру већих система имплементираних на језику вишег нивоа, из разлога перформанси или за директну интеракцију са хардвером на начине који језик вишег нивоа не подржава. На пример, нешто мање од 2% верзије 4.9 изворног кода Линукс кернела је написано у асемблеру; више од 97% је написано у Ц.

## Notes
1. ↑  Other than meta-assemblers